# Nikolai Iwanowitsch Lohrer

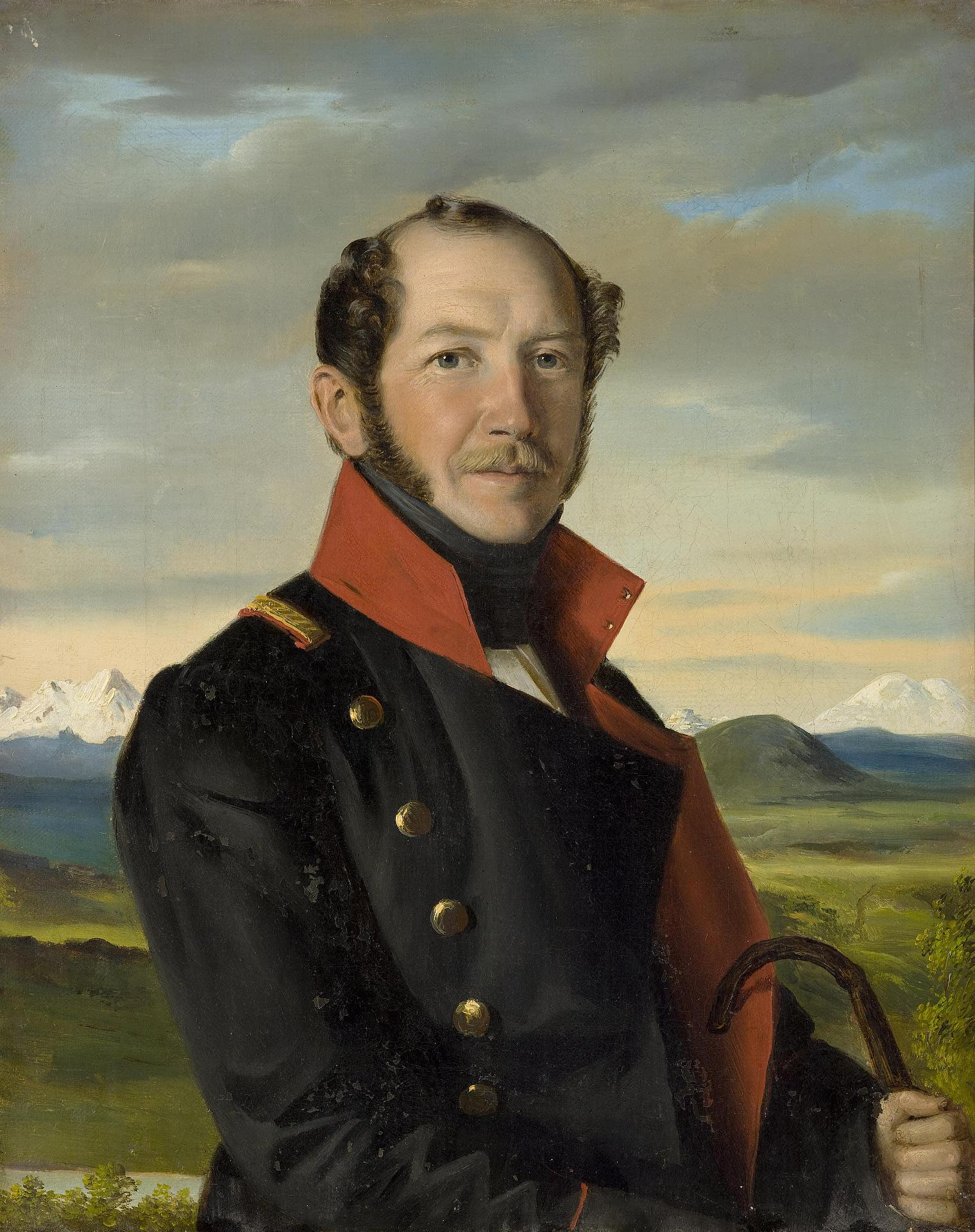
Nikolai Iwanowitsch Lohrer, 1841 im Kaukasus porträtiert von Iwan Iwanowich Sabir

Nikolai Iwanowitsch Lohrer (russisch Николай Иванович Лорер / Nikolaj Ivanovič Lohrer; * 1794 im Gouvernement Cherson; † im Mai 1873 in Poltawa) war ein russischer Major. Unter den Dekabristen galt er als Vertrauter Pestels und war Mitglied des Nord- sowie des Südbundes der politischen Geheimgesellschaft.
Nikolais Vorfahren väterlicherseits waren als religiös Verfolgte aus Lothringen nach Deutschland geflohen. Der Vater war später als holsteinischer Soldat nach Russland gekommen. Nikolai, Sohn einer grusinischen Mutter aus dem Adelshaus der Zizischwilis, hatte zwei Brüder und fünf Schwestern. Nach dem Tod des Vaters nahm ihn der Poltawaer Komödiendichter Wassili Kapnist in seinem Landgut auf. Kapnists Sohn war der Ehemann von Sergei Murawjow-Apostols Schwester. 
Nikolai Lohrer schlug am 22. März 1812 die Offizierslaufbahn ein und nahm im Moskauer Leibgarderegiment  als Fähnrich an den Schlachten um Dresden, bei Kulm, Leipzig und Paris teil. Am 26. August 1817 wurde er Unterleutnant und am 4. Juli 1818 Leutnant. Am 11. November 1819 quittierte Lohrer den Militärdienst, trat jedoch am 21. Mai 1820 wieder in sein Regiment ein. Am 26. November 1822 Major geworden, trat er dem 102. Wjatkaer Infanterieregiment bei und geriet somit in die Nähe Pestels. Jewgeni Obolenski nahm ihn 1824 in die Geheimgesellschaft der Dekabristen auf. 
Am 23. Dezember 1825 wurde Nikolai Lohrer in Tultschyn verhaftet und darauf in der Peter-und-Paul-Festung eingekerkert. Am 10. Juli 1826 wurde er zu fünfzehn Jahren Katorga verurteilt. Die Strafe wurde zunächst auf zwölf und am 22. August 1826 auf acht Jahre herabgesetzt. Am 27. Januar 1827 ging die Reise von Sankt Petersburg ostwärts. Am 17. März 1827 erreichte Lohrer das Gefängnis Tschita. Im September 1830 wurde er in die Eisenhütte Peter-Werk (Petrowsk) verbracht. Lohrer war der Schwerstarbeit in der russischen Montanindustrie nicht gewachsen. Verwandte versuchten, gemeinsam mit dem Dekabristen Michail Michailowitsch Naryschkin,vergeblich eine Umsiedlung nach Mjortwy Kultuk am Baikal im Gebiet Irkutsk. Aber Alexandra Smirnowa erwirkte die lebensrettende Übersiedelung Lohrers nach Kurgan. Der Verbannte kam am 14. März 1833 dort in der Zivilisation an. 1837 war das beschauliche literarische Leben in der Nähe Naryschkins mit Gesprächen in Französisch, Englisch, Deutsch, Italienisch und Polnisch zu Ende. Major Lohrer wurde als Gemeiner in den Kaukasuskrieg geschickt und musste am 21. August Kurgan verlassen. Der Gemeine diente sich erneut über den Unteroffizier am 10. Oktober 1840 zum Fähnrich hoch und wurde am 11. Februar 1842 ins zivile Leben entlassen. Allerdings musste er Sankt Petersburg meiden. Als Soldat im Kaukasus hatte er Lew Puschkin und Michail Lermontow kennengelernt. Letztgenannter war ein Freund seines Bruders, der schon 1826 verstarb.
In Cherson lebte er auf der Besitzung eines seiner Brüder. 1851 durfte er sich zeitweilig in Moskau aufhalten und ab 1856 sogar in Sankt Petersburg. Nikolai Lohrer ließ sich schließlich in Poltawa nieder und blieb dort. 
Seine Memoiren wurden 1930 in der Sowjetunion veröffentlicht und gelten heute noch als eine der Fundgruben zu den Lebensumständen der verurteilten Dekabristen in Sibirien.

## Werk
Übersetzung ins Deutsche
- N.I. Lorer: Erinnerungen. Übersetzer: Joachim Winsmann.  Verlag epubli.de. Berlin 2017, ISBN 978-3-7450-3947-4), 380 Seiten